# Lac de Saint-Cassien
Lac de Saint-Cassien je umělá vodní nádrž na řece Biançon ve francouzském departementu Var. Má rozlohu 3,7 km² a maximální hloubku 45 metrů. Leží v oblasti Massif de l'Esterel v nadmořské výšce 147 metrů. Byla postavena v letech 1962 až 1966 a pojmenována po jihofrancouzském světci Janu Kassiánovi.
Přehrada slouží k zásobování kraje okolo města Fayence pitnou vodou. Provozují se zde také vodní sporty a je vhodné pro koupání, neboť v létě dosahuje teplota vody až třiceti stupňů. Lokalita je vyhledávána rekreačními rybáři díky mimořádně velkým kaprům, rekordní úlovek vážil 34 kg. Žije zde rovněž perlín ostrobřichý, sumec velký a slunečnice pestrá. V roce 1988 byla na západním pobřeží zřízena přírodní rezervace Fondurane s bohatou populací vodního ptactva.
Přes jezero byl postaven most Pont du Pré-Claou, po němž vede silnice D37. Pod hladinou jezera se nachází část akvaduktu ze 2. století. 